# Fickelmühle
Fickelmühle (auch Figgelmühle) ist ein Gemeindeteil des Marktes Isen im oberbayerischen Landkreis Erding. 

## Lage
Die Einöde Fickelmühle liegt zwischen der Isen und der Kreisstraße ED 12 etwa 1,5 Kilometer nördlich des Isener Marktplatzes in der Gemarkung Westach.

## Geschichte
Die Mühle an der Isen hatte um 1831 zwei Mahlgänge sowie einen Schneid- und einen Lohgang.

## Bevölkerungsentwicklung
Um 1861 gab es in Fickelmühle fünf Einwohner in zwei Gebäuden. Zehn Jahre später hatte sich die Bevölkerungszahl bereits verdoppelt. Im Mai 1987 lebten dort drei Einwohner in einem Wohngebäude.
| Jahr      | 1861 | 1871 | 1925 | 1950 | 1970 | 1987 |
| Einwohner | 5    | 10   | 6    | 5    | 2    | 3    |